# جي كيو (مجلة)
جي كيو (بالإنجليزية: GQ)‏ هي مجلة شهرية للرجل تركيز على ثقافة ونمط أزياء الرجال، من خلال مقالات عن الطعام، والأفلام، واللياقة البدنية، والموسيقى، والسفر، والرياضة، والتكنولوجيا، والكتب. وكل شى عن الرجال.

## تاريخ
أطلق أول نسخة من المجلة في 1931 في الولايات المتحدة وكانت البداية هي مجلة أزياء الرجال لتجارة الملابس، والتي تهدف في المقام الأول لبائعي الجملة وبائعي التجزئة. وكان في بادئ الأمر تطبع في نسخ محدودة جدا، زادة شعبية المجلة بين عملاء التجزئة، والذي أدى إلى إصدار نسخ أكثر من السابق